# Kosorín
Kosorín este o comună slovacă, aflată în districtul Žiar nad Hronom din regiunea Banská Bystrica. Localitatea se află la altitudinea de 366 m deasupra n.m., se întinde pe o suprafață de 23,63 km2 și în 2017 număra 459 de locuitori.

## Istoric
Localitatea Kosorín este atestată documentar din 1487.

## Demografie
| An:                | 1994 | 2004   | 2014   | 2024   |
| ------------------ | ---- | ------ | ------ | ------ |
| Număr de persoane: | 408  | 409    | 425    | 439    |
| Diferență:         |      | +0,24% | +3,91% | +3,29% |

| An:                | 2023 | 2024   |
| ------------------ | ---- | ------ |
| Număr de persoane: | 454  | 439    |
| Diferență:         |      | −3,30% |